# 小行星185638
小行星185638（185638 Erwinschwab）是一颗绕太阳运转的小行星，为主小行星带小行星。该小行星于2008年3月发现。
該小行星以德國天文學家埃爾溫·施瓦布命名。

## 轨道参数
小行星185638的轨道半长轴为356 240 116 km（2.3812842 UA），离心率为0.158。